# Пелтуинум
Пелтуинум (Peltuinum) e древен град близо до днешения град Prata d'Ansidonia, в провинция Л'Акуила в региона Абруцо в Италия.
Градът е бил на племето вестини и се намирал на пътя Виа Клавдия Нова.
През римско време градът е муниципиум.
От тук произлиза сенаторът и генералът Гней Домиций Корбулон (суфектконсул 39 г.).